# Etobema eleuterioides
Etobema eleuterioides är en fjärilsart som beskrevs av Semper 1899. Etobema eleuterioides ingår i släktet Etobema och familjen tofsspinnare. Inga underarter finns listade i Catalogue of Life.